# 早春 (1970年の映画)
『早春』（そうしゅん、原題：Deep end）は1970年に製作され、秋にヴェネツィア・サンフランシスコ・ロンドンの映画祭で公開され、1971年に一般公開されたイギリスと西ドイツの合作映画である。日本公開は1972年5月27日。リバイバル公開は2018年1月13日。
2018年1月にデジタルリマスター版でリバイバル公開された。2017年のポーランド映画祭とポーランド映画祭2018 in 京都でも公開された。

## 概説
ポーランドが産んだ名匠、イエジー・スコリモフスキがイギリスでメガホンを執った幻の青春映画のカルトムービー。ヒロインにはビートルズ時代のポール・マッカートニーの恋人で有名だったジェーン・アッシャーを迎え、ジェーン演じるヒロインに熱烈に恋する少年は、当時日本でもアイドル人気が高かったジョン・モルダー＝ブラウンが演じている。

## ストーリー
ロンドンの公衆浴場に就職した15歳のマイクは、そこで働く年上で美人のスーザンに恋心を抱くようになるが、彼女には既に婚約者が居るのを知るがマイクの心は止められず、次第にエスカレートして行き、ストーカー化してしまうが･･･。

## キャスト
| 役名             | 俳優                             | 日本語吹替                               |
| 役名             | 俳優                             | 東京12ch版                               |
| ---------------- | -------------------------------- | ---------------------------------------- |
| スーザン         | ジェーン・アッシャー             | 宮島美智子                               |
| マイク           | ジョン・モルダー・ブラウン       | 塩屋翼                                   |
| 体育教師         | カール・ミヒャエル・フォーグラー | 阪脩                                     |
| スーザンの婚約者 | クリストファー・サンフォード     | 田中秀幸                                 |
| 不明 その他      | N/A                              | 緑川稔 飯塚昭三 西村知道 藤夏子 丸山詠二 |
| 日本語スタッフ   |                                  |                                          |
| 演出             |                                  |                                          |
| 翻訳             |                                  |                                          |
| 効果             |                                  |                                          |
| 調整             |                                  |                                          |
| 制作             | 制作                             | 東北新社                                 |
| 解説             | 解説                             | 倉益琢真                                 |
| 初回放送         | 初回放送                         | 1978年3月2日 『木曜洋画劇場』            |